# Dizelska lokomotiva
Dizelska lokomotiva je lokomotiva, ki jo poganja dizelski motor. Tega je leta 1893 izumil Nemec dr. Rudolph Diesel, ki se je moral še kar nekaj let truditi, da je njegov izum postal uporaben. Šele leta 1897 je javnosti predstavil uporaben dizelski motor, ki so ga zaradi velike moči in nižje porabe goriva kmalu s pridom uporabili v železniškem transportu.
Dizelski motor neposredno ne poganja koles lokomotive, kot je bilo to v navadi pri parnem stroju. Na lokomotivi dizelski motor poganja električni generator, ki proizvaja električni tok in ga pošilja k elektromotorjem, ki nato poganjajo lokomotivo. Tako je v bistvu dizelska lokomotiva mala elektrarna na kolesih, ki proizvedeno elektriko s pomočjo elektromotorja uporablja za premikanje sebe in vagonov.
Prvo uspešno dizelsko lokomotivo so zgradili v ZDA, kjer je 1936 začel voziti prvi hitri vlak z dizelsko lokomotivo na progi Chicago - Denver. Proga je bila dolga več kot 1600 km, vlak pa je po njej vozil s hitrostjo 134 kilometrov na uro.
Leta 1956 so v Združenem kraljestvu izdelali najmočnejšo dizelsko lokomotivo na svetu z imenom Deltic, te lokomotive pa so do leta 1961 v celoti nadomestile večino parnih lokomotiv v Veliki Britaniji.